# Juul Franssenová
Juul Franssenová (* 18. ledna 1990 Venlo) je nizozemská zápasnice – judistka.

## Sportovní kariéra
S judem začínala po vzoru své starší sestry Kim v rodném Reuveru. Od svých 7 let dojížděla na tréninkové kempy do nedalekého Helmondu do judistické školy Eddie van de Pola, kde se v průběhu let vypracovala ve špičkovou juniorskou reprezentantku. Od roku 2011 se připravovala v Rotterdamu v týmu Budokan pod vedením Marka van der Hama. V nizozemské ženské reprezentaci se pohybovala od roku 2010 v lehké váze do 57 kg. V roce 2012 se na olympijské hry v Londýně nekvalifikovala. V lehké váze se jí na mezinárodní úrovni nedařilo a od roku 2015 startovala ve vyšší polostřední váze do 63 kg. V roce 2016 se kvalifikovala na olympijské hry v Riu, ale v nizozemské olympijské nominaci musela ustoupit zkušenější Anicke van Emdenové. V roce 2016 byla ve sporu s nizozemským judistickým svazem ohledně způsobu vrcholové přípravy a téměř celou sezónu nereprezentovala. Od roku 2017 se připravuje v olympijském tréninkovém centrum "Papendal" nedaleko Arnhemu pod vedením Jean-Paula Bella.

### Vítězství
- 2013 - 1x světový pohár (Minsk)
- 2015 - 1x světový pohár (Kluž)
- 2016 - 1x světový pohár (Abú Zabí, Haag)
- 2017 - 1x světový pohár (Haag)

## Výsledky
| Olympijské hry     |    |    |    | —  |    |     |     | —   |     |   |    | —  |   |     |  |  |  |  |  |  |  |  |  |  |  |  |  |  |
| Mistrovství světa  | —  |    | —  |    | —  | úč. | —   |     | úč. | — | 5. |    | — | 3.  |  |  |  |  |  |  |  |  |  |  |  |  |  |  |
| Evropské hry       |    |    |    |    |    |     |     |     |     |   | 5. |    |   |     |  |  |  |  |  |  |  |  |  |  |  |  |  |  |
| Mistrovství Evropy | —  | —  | —  | —  | —  | 5.  | úč. | úč. | —   | — | 5. | 7. | — | úč. |  |  |  |  |  |  |  |  |  |  |  |  |  |  |
| ME do 23 let       | —  | —  | —  | —  | —  | —   | —   | 1.  |     |   |    |    |   |     |  |  |  |  |  |  |  |  |  |  |  |  |  |  |
| MS juniorů         |    | —  |    | —  | 2. |     |     |     |     |   |    |    |   |     |  |  |  |  |  |  |  |  |  |  |  |  |  |  |
| ME juniorů         | —  | —  | 5. | 1. | 3. |     |     |     |     |   |    |    |   |     |  |  |  |  |  |  |  |  |  |  |  |  |  |  |
| ME dorostenců      | 2. | 1. |    |    |    |     |     |     |     |   |    |    |   |     |  |  |  |  |  |  |  |  |  |  |  |  |  |  |